# 30e Screen Actors Guild Awards
De 30e Screen Actors Guild Awards, waarbij prijzen werden uitgereikt voor uitstekende acteerprestaties in film en televisie voor het jaar 2023, gekozen door de leden van SAG-AFTRA, vonden plaats op 24 februari 2024 in de Shrine Auditorium & Expo Hall in Los Angeles. De nominaties werden bekendgemaakt op 10 januari door Issa Rae en Kumail Nanjiani. De prijs voor de volledige carrière werd toegekend aan Barbra Streisand.

## Film
De winnaars staan bovenaan in vet lettertype.

#### Cast in een film
Outstanding Performance by a Cast in a Motion Picture
- Oppenheimer
  - American Fiction
  - Barbie
  - The Color Purple
  - Killers of the Flower Moon

#### Mannelijke acteur in een hoofdrol
Outstanding Performance by a Male Actor in a Leading Role
- Cillian Murphy – Oppenheimer
  - Bradley Cooper – Maestro
  - Colman Domingo – Rustin
  - Paul Giamatti – The Holdovers
  - Jeffrey Wright – American Fiction

#### Vrouwelijke acteur in een hoofdrol
Outstanding Performance by a Female Actor in a Leading Role
- Lily Gladstone – Killers of the Flower Moon
  - Annette Bening – Nyad
  - Carey Mulligan – Maestro
  - Margot Robbie – Barbie
  - Emma Stone – Poor Things

#### Mannelijke acteur in een bijrol
Outstanding Performance by a Male Actor in a Supporting Role
- Robert Downey jr. – Oppenheimer
  - Sterling K. Brown – American Fiction
  - Willem Dafoe – Poor Things
  - Robert De Niro – Killers of the Flower Moon
  - Ryan Gosling – Barbie

#### Vrouwelijke acteur in een bijrol
Outstanding Performance by a Female Actor in a Supporting Role
- Da'Vine Joy Randolph – The Holdovers
  - Emily Blunt – Oppenheimer
  - Danielle Brooks – The Color Purple
  - Penélope Cruz – Ferrari
  - Jodie Foster – Nyad

#### Stuntteam in een film
Outstanding Performance by a Stunt Ensemble in a Motion Picture
- Mission: Impossible – Dead Reckoning Part One
  - Barbie
  - Guardians of the Galaxy Vol. 3
  - Indiana Jones and the Dial of Destiny
  - John Wick: Chapter 4

## Televisie
De winnaars staan bovenaan in vet lettertype.

#### Ensemble in een dramaserie
Outstanding Performance by an Ensemble in a Drama Series
- Succession
  - The Crown
  - The Gilded Age
  - The Last of Us
  - The Morning Show

#### Mannelijke acteur in een dramaserie
Outstanding Performance by a Male Actor in a Drama Series
- Pedro Pascal – The Last of Us
  - Brian Cox – Succession
  - Billy Crudup – The Morning Show
  - Kieran Culkin – Succession
  - Matthew Macfadyen – Succession

#### Vrouwelijke acteur in een dramaserie
Outstanding Performance by a Female Actor in a Drama Series
- Elizabeth Debicki – The Crown
  - Jennifer Aniston – The Morning Show
  - Bella Ramsey – The Last of Us
  - Keri Russell – The Diplomat
  - Sarah Snook – Succession

#### Ensemble in een komedieserie
Outstanding Performance by an Ensemble in a Comedy Series
- The Bear
  - Abbott Elementary
  - Barry
  - Only Murders in the Building
  - Ted Lasso

#### Mannelijke acteur in een komedieserie
Outstanding Performance by a Male Actor in a Comedy Series
- Jeremy Allen White – The Bear
  - Brett Goldstein – Ted Lasso
  - Bill Hader – Barry
  - Ebon Moss-Bachrach – The Bear
  - Jason Sudeikis – Ted Lasso

#### Vrouwelijke acteur in een komedieserie
Outstanding Performance by a Female Actor in a Comedy Series
- Ayo Edebiri – The Bear
  - Alex Borstein – The Marvelous Mrs. Maisel
  - Rachel Brosnahan – The Marvelous Mrs. Maisel
  - Quinta Brunson – Abbott Elementary
  - Hannah Waddingham – Ted Lasso

#### Mannelijke acteur in een miniserie of televisiefilm
Outstanding Performance by a Male Actor in a Television Movie or Limited Series
- Steven Yeun – Beef
  - Matt Bomer – Fellow Travelers
  - Jon Hamm – Fargo
  - David Oyelowo – Lawmen: Bass Reeves
  - Tony Shalhoub – Mr. Monk's Last Case

#### Vrouwelijke acteur in een miniserie of televisiefilm
Outstanding Performance by a Female Actor in a Television Movie or Limited Series
- Ali Wong – Beef
  - Uzo Aduba – Painkiller
  - Kathryn Hahn – Tiny Beautiful Things
  - Brie Larson – Lessons in Chemistry
  - Bel Powley – A Small Light

#### Stuntteam in een televisieserie
Outstanding Performance by a Stunt Ensemble in a Television Series
- The Last of Us
  - Ahsoka
  - Barry
  - Beef
  - The Mandalorian